# Ricardo Ballestero
Luiz Ricardo Basso Ballestero, conhecido como Ricardo Ballestero (São Paulo, ) é um pianista brasileiro. É professor de repertório vocal do Departamento de Música da Universidade de São Paulo.

## Biografia
Fez mestrado nos Estados Unidos, na Westminster Choir College, com o professor Dalton Baldwin, renomado pianista. O doutorado em acompanhamento e música de câmara foi feito na Universidade de Michigan, com orientação de Martin Katz. 
Apresenta-se com frequência em recitais, tendo colaborado com os cantores Josepha Gayer (Metropolitan Opera), Luretta Bybee (Ópera da Cidade de Nova Iorque), Nicholas Phan (Grande Ópera de Houston), e com o famoso violoncelista dinamarques Erling Blondal-Bengtsson. Tem atuado regularmente em Nova York, Filadélfia, Detroit, Boulder, Denver, Princeton, Ann Arbor, São Paulo e Brasília.
Atuou como pianista acompanhador em aulas ministradas por Shirley Verrett, Lorna Haywood, Zehava Gal (canto), Paul Kantor (violino), e Stuart Sankey (contrabaixo). Participou também como acompanhador de master-classes dirigidas por Grace Bumbry (canto) e János Starker (violoncelo).
Colaborou com o Coro Sinfônico de Westminster na preparação do oratório Elias, de Felix Mendelssohn, executado junto à Orquestra da Filadélfia, sob a regência de Wolfgang Sawallish.
Foi professor visitante na Universidade do Colorado, onde lecionou dicção para cantores e repertório vocal, além de ter sido o preparador musical das produções de óperas.
Na temporada de 2003-2004 foi pianista/co-repetidor do estúdio da Grande Ópera de Houston.